# Orthizema testaceipes
Orthizema testaceipes är en stekelart som först beskrevs av Joseph Augustine Cushman 1922.  Orthizema testaceipes ingår i släktet Orthizema och familjen brokparasitsteklar. Inga underarter finns listade i Catalogue of Life.